# Juvenal Edjogo-Owono
Juvenal Edjogo-Owono Montalbán (* 3. April 1979 in Sabadell), auch in der Schreibweise Juvenal Edjogo oder kurz Juvenal bekannt, ist ein ehemaliger spanisch-äquatorialguineischer Fußballspieler auf der Position des Zentralen Mittelfelds. Er spielte zuletzt für Santa Coloma in Andorra und die äquatorialguineische Fußballnationalmannschaft.

## Karriere

### Verein
Juvenal verbrachte die fußballerische Karriere vorwiegend bei Vereinen in seiner spanischen Heimat. Nach zwei Einsätzen bei UE Vilassar, wechselte er 1999 innerhalb der Tercera División zur zweiten Mannschaft von Espanyol Barcelona. Hier etablierte er sich als Stammspieler und stellte auch mit zehn Toren in der Saison 2000/01 seine Torjägerqualitäten unter Beweis. 2003 wechselte er zum damaligen spanischen Erstligisten Racing Santander, wo er jedoch kein einziges Spiel absolvierte. Es folgten kurzen Stationen bei CD Castellón und den baskischen Verein Deportivo Alavés. Nach seinem Wechsel zu Recreativo Huelva gehörte er Anfangs zur Stammelf, spielte aber bereits in seiner zweiten Saison unter Trainer Marcelino García keine zentrale Rolle mehr im Team. Daraufhin setzte er seine Karriere auf den Kanarischen Inseln bei CD Teneriffa fort.
Nur wenige Monate später, wechselte er zurück auf das spanische Festland und schloss sich den FC Cartagena in der dritten spanischen Liga an. 2008 kehrte Juvenal in seiner Heimatstadt zurück und spielte dort im Trikot des CE Sabadell. Hier war er Stammspieler und führte die Mannschaft bis 2013 in 155 Spielen als Kapitän auf das Feld. Nach fünf Jahren in Sabadell wechselte er zu UE Cornellà in die Tercera División. Seine Karriere ließ er bis 2017 beim andorranischen Erstligisten FC Santa Coloma ausklingen.

### Nationalmannschaft
Der in Spanien geborene aber durch seinen äquatorialguineischen Vater spielberechtigte Juvenal, gab sein Debüt für die äquatorialguineische Fußballnationalmannschaft am 11. Oktober 2003 gegen Togo. Er nahm an mehreren Ausgaben des Afrika-Cup teil und absolvierte 40 A-Länderspiele. Er ist hinter Iván Zarandona der Spieler mit den zweitmeisten Einsätzen für Äquatorialguinea. Mit 9 Länderspieltoren ist er zudem hinter Emilio Nsue auch der zweitbeste Torschütze der Nationalmannschaft. Juvenal beendete seine Karriere im Nationaltrikot am 7. Februar 2015 nach erreichen des vierten Platzes beim Afrika-Cup 2015 gegen die Mannschaft aus der Demokratischen Republik Kongo.

### Erfolge
Andorranischer Meister: 2015, 2016, 2017